# Neoplasia endócrina múltipla do tipo 1
Neoplasia endócrina múltipla tipo I, síndrome NEM-1 ou síndrome de Wermer é uma parte de um grupo de transtornos que afetam o sistema endócrino através do desenvolvimento de lesões neoplásicas na hipófise (mais comumente na forma de prolactinoma), glândula paratiroide e no pâncreas (mais comumente o gastrinoma, mas também outras neoplasias neuroendócrinas como VIPoma, tumor carcinoide). Um mnemônico para a síndrome é a regra dos 3Ps (paratireóide, pâncreas e pituitária, com frequência aproximada de >90%, 60-70% e 10-20% respectivamente na síndrome).